# Aliens: Colonial Marines
Aliens: Colonial Marines ist ein Videospiel, das von Gearbox Software entwickelt und von Sega für Microsoft Windows, PlayStation 3 und Xbox 360 veröffentlicht wurde. Eine Wii-U-Version war angekündigt, wurde jedoch eingestellt. Der Ego-Shooter basiert auf den Charakteren und Kreaturen des Alien-Franchise, im Wesentlichen auf dem Film Aliens – Die Rückkehr von James Cameron.

## Handlung
Die Geschichte von Aliens: Colonial Marines wurde von den Battlestar-Galactica-Autoren Bradley Thompson und David Weddle geschrieben. Die Geschehnisse im Spiel finden zeitlich etwa 17 Wochen nach denen von Alien³ statt. Ein Such- und Rettungsteam der Colonial Marines wurde ausgesandt, um auf dem Raumschiff U.S.S. Sulaco nach Ellen Ripley, Korporal Dwayne Hicks und den anderen vermissten Marines zu suchen, die auf den Planeten LV-426 geschickt wurden. Die Sulaco wurde zuletzt über dem aus Alien³ bekannten Planeten Fury-161 gesichtet und ist aus unbekannten Gründen zu LV-426 zurückgekehrt. LV-426, die Sulaco und das Wrack des Alienraumschiffs aus Alien sowie weitere Örtlichkeiten dienen als Schauplätze im Spiel.

## Gameplay

### Einzelspieler
Aliens: Colonial Marines ist ein Ego-Shooter, in dem der Spieler die Kontrolle über den US Colonial Marine Winter übernimmt. Der Marine kann verschiedene Waffen wie Flammenwerfer, Pulsgewehr, Smartgun, Pistole, Raketenwerfer sowie diverse Granattypen verwenden.
Die aus dem Director’s Cut von Aliens – Die Rückkehr bekannten vollautomatischen Maschinengewehre kommen zum Einsatz. Aliens: Colonial Marines sollte ursprünglich kein HUD besitzen, welches dem Spieler Informationen zum Gesundheitszustand oder dem Munitionsvorrat gibt. Dieses Konzept wurde jedoch verworfen und es werden Anzeigen für Gesundheit, Rüstung und Munitionsvorrat eingeblendet. Zudem kommen Geräte zum Einsatz, um beispielsweise Feindbewegungen zu lokalisieren, wie sie aus dem Film Aliens bekannt sind.
Die Hauptgegner sind Aliens, welche sich für gewöhnlich an den Spieler heranschleichen oder ihn flankieren. Es treten verschiedene Aliengattungen auf, die jede für sich eine eigene Angriffstaktik hat. „Facehugger“ versuchen, auf das Gesicht des Spielers zu springen, um diesem ein Embryo einzusetzen, welches diesen dann tötet. „Warrior“ sind die vorherrschende Gattung, wie sie auch aus dem Film Aliens bekannt ist. „Runner“ sind eine schnellere Spezies, die die Vorgehensweise der Marines beobachtet und in kleineren Gruppen oder alleine angreift. Dieser Alientyp basiert auf der Kreatur aus Alien³. Drohnen tragen und platzieren die Eier im Nest der Königin. Diese Alienkönigin tritt im Spiel als Endgegner auf. Die „Crusher“ sind ein neuer und wesentlich größerer Alientyp, welcher über einen Panzerschild am Hinterkopf verfügt, der von normalen Projektilen nicht durchbrochen werden kann und mit dem sie versuchen, den Spieler zu rammen oder Hindernisse zu zerstören.
Neben genretypischen Aktionen wie Laufen, Springen und Schießen, kommen auch Quick-Time-Events in Nahkämpfen gegen einzelne Aliens zum Einsatz, unter anderem, um sich gegen die Facehugger zu wehren.

### Mehrspieler
Das Spiel besitzt einen Koop-Modus für die Kampagne für zwei Spieler im Split-Screen-Modus oder für bis zu vier Spieler über das Netzwerk oder das Internet.

## Entwicklung
Bereits 2001 befand sich bei Check Six Games ein Spiel unter dem Titel Aliens: Colonial Marines für die PlayStation 2 in Entwicklung, welches von Fox Interactive und Electronic Arts veröffentlicht werden sollte, jedoch vorzeitig verworfen wurde. Einige Teile dieses Projekts ähneln denen des zukünftigen Gearbox-Titels, darunter das Rettungsteam der Marines auf der Suche nach der U.S.S. Sulaco. Gearbox betonte jedoch, dass das derzeitige Spiel völlig unabhängig von Check Six Games damaliger Version entsteht.
Am 11. Dezember 2006 kündigte Sega an, dass man die elektronischen Rechte am Alien-Franchise von 20th Century Fox erworben hätte. Am 15. Dezember gab Gearbox die Zusammenarbeit mit Sega an einem völlig neuen Titel im Alien-Universum bekannt. Im Februar 2008 wurde erstmals der Titel Aliens: Colonial Marines genannt.
Das Entwicklerteam gab sich große Mühe, um das Setting sowie die Außen- und Innenareale der Sulaco und von LV-426 nachzubilden. Dazu griff man auch auf Originale des Filmsets zurück. Zudem wurde der Konzeptkünstler von Aliens – Die Rückkehr, Syd Mead, engagiert, um Bereiche der Sulaco, welche nicht im Film zu sehen waren, aber im Spiel vorkommen, zu entwerfen.
Das Spiel wurde lange unter dem Codenamen Pecan entwickelt während Gearbox bereits mit Borderlands und Duke Nukem Forever ausgelastet war. Durch die zahlreichen Unterbrechungen der Entwicklung musste das Spiel nach Wiederaufnahme der Arbeiten stets modernisiert werden. Nachdem klar wurde, dass die Entwicklungskapazitäten nicht für Borderlands 2 und Aliens: Colonial Marines ausreichen wurde die Kampagne an TimeGate ausgelagert. Die Studios Demiurg und Nerve sollten sich um DLCs und weitere Inhalte kümmern. Man bat beim Publisher SEGA um Aufschub und vereinfachte das Spiel massiv. Selbst Fehlerbehebungen wurden ausgesetzt, da bereits mit der Zertifizierung für Konsolen begonnen worden war. Das Studio TimeGate war kurz nach der Veröffentlichung bereits zahlungsunfähig. Das Studio bestritt Verantwortung für die schlechte Qualität des Titels.

## Erweiterung
Im Juli 2013 wurde mit Stase Unterbrochen der letzte DLC für Aliens: Colonial Marines veröffentlicht. In der Einzelspieler-Kampagne erfährt man, was zwischen Aliens – Die Rückkehr und Alien³ passiert ist und Korporal Dwayne Hicks erlebt hat. In dem DLC werden zwei Charaktere des Schiffes Legato gespielt, Lisbeth und Stone, die aus ihrem Kälteschlaf erwacht sind, um herauszufinden, warum ihr Schiff die Sulaco abfangen soll. Darüber hinaus den Mitarbeiter Levy der Weyland Corporation, welcher versucht Aliens für die Entwicklung von Waffen in ihren Besitz zu bringen. Das DLC endet damit, dass Hicks und Levy das Notsignal unvollständig absetzen und sie zuschauen, wie sich Ellen Ripley auf Fury-161 selbst das Leben nimmt, was dann nahtlos in das eigentliche Spiel Aliens: Colonial Marines übergeht.

## Rezeption

### Kritiken
Von der Fachpresse erhielt Aliens: Colonial Marines mittelmäßige bis schlechte Kritiken. Der Metascore für den PC beträgt 42, basierend auf 25 Reviews. Das Xbox-360-Spiel erhält eine Bewertung von 50 Punkten, basierend auf 28 Kritiken. Die deutsche Computerzeitschrift GameStar vergab 59 % und bemängelte unter anderem die veraltete Technik und das Gameplay. Die PC Games bewertete den Titel mit 75 % und kritisierte ebenfalls die schwache Grafik, lobte jedoch die Atmosphäre. Negativer wurde Aliens: Colonial Marines von der Spiele-Website Gamona aufgenommen, die nur 40/100 vergab. Das Portal Eurogamer bewertete das Spiel mit 4/10. GameRankings verzeichnete bei der PC-Version eine Durchschnittswertung von 37,9 % für den Ego-Shooter von Gearbox. Das Schweizer Magazin Gbase vergab eine Wertung in Höhe von nur 4,5/10 Punkten und bemängelte ebenfalls die vielen Fehler und die magere Grafik.

### Vorwurf der irreführenden Werbung
Kurz nach Veröffentlichung kam es von Kundenseite zu Beschwerden, dass die Qualität des fertigen Spiels nicht den gezeigten Werbematerialien (Trailer, Screenshots) entspräche. Dies führte im April 2013 zu einer Sammelklage gegen Sega und Gearbox. Im Mai 2015 berichtete das Onlinemagazin Polygon, dass die Klage auf Sega begrenzt und die Sammelklage in eine Einzelklage der beiden Initiatoren umgewandelt wurde. Die Klage endete in einem Vergleich über 1,25 Mio. US-Dollar Entschädigung.

### Verkaufszahlen
Mit nur etwa 1,3 Millionen Exemplare innerhalb des Fiskaljahres blieb Aliens: Colonial Marines weit hinter den Erwartungen zurück.